# Free State Stadium
Free State Stadium, eller Vodacom Park Stadium, är en idrottsanläggning i Bloemfontein, Sydafrika som byggdes 1952. Inför världsmästerskapet i fotboll 2010 byggdes den ut och fick en kapacitet på 40 911 åskådare .
Den är hemmaplan för rugbylagen Free State Cheetahs och Central Cheetahs samt fotbollslaget Bloemfontein Celtic.

## Evenemang
- Världsmästerskapet i rugby 1995
- Afrikanska mästerskapet i fotboll 1996 - sex gruppmatcher och en kvartsfinal
- Fifa Confederations Cup 2009 - tre gruppmatcher och en semifinal
- Världsmästerskapet i fotboll 2010 - fem gruppmatcher och en åttondelsfinal